# سيرغي أندرييف
سيرغي أندرييف (مواليد 16 مايو 1956) هو لاعب كرة قدم. لعب مع منتخب الاتحاد السوفيتي لكرة القدم. سبق له أن لعب في كأس العالم لكرة القدم مع منتخب بلاده.

## روابط خارجية
- سيرغي أندرييف على موقع الاتحاد الدولي (مؤرشف)  (الإنجليزية)
- سيرغي أندرييف على موقع الاتحاد الأوربي (الإنجليزية)
- سيرغي أندرييف على موقع قاعدة بيانات كرة القدم.إي يو (الإنجليزية)
- سيرغي أندرييف على موقع ناشيونال فوتبول تيمز (الإنجليزية)
- سيرغي أندرييف على موقع عالم كرة القدم.نت (الإنجليزية)
- سيرغي أندرييف على موقع أوليمبيديا (الإنجليزية)